# إذاعة تسمسيلت
إذاعة تسيمسيلت هي إذاعة محلية بولاية تيسمسيلت الجزائرية تبث برامجها باللغة العربية . تقوم هذه الإذاعة بتقديم الأخبار المحلية و الوطنية و تغطية الأحداث السياسية و الثقافية و الرياضية و الاجتماعية التي تكون الولاية مسرح لها وذلك في الحصص التي تقوم ببثها.

## وصلات خارجية
- قائمة الإذاعات المحلية بالجزائر
- الموقع الرسمي لإذاعة تيسمسيلت
- شبكة الإذاعات الجهوية

قالب:إذاعات جزائرية